# Nils Asplund
Nils Asplund, född 7 november 1874 i Eskilstuna, död 14 juni 1958 i Stockholm, var en svensk konstnär.
Nils Asplund var son till byggmästaren Johan Gustav Asplund och Emilia Augusta Svalling. Han studerade vid Tekniska skolan i Stockholm 1891–94, på Konstakademien 1894–98 och sedan för Julius Kronberg 1898–1900. Han gjorde studieresor till Tyskland, Italien, Paris, London, Nederländerna och Belgien.
Bland hans offentliga utsmyckningar finns altartavlor och takdekorationer i Hallwylska palatset i Stockholm (1897). Han har också målat ett antal skolplanscher utgivna av P.A. Norstedt & Söner under 1930- och 1940-talen. Metropolpalatsets biograf ”Lyran” (invigd 1927) stod han för 
13 pompeji-inspirerade figurativa väggmålningar. Asplund finns representerad vid bland annat Nationalmuseum, Hallwylska museet i Stockholm och Kalmar konstmuseum och Kalmar läns museum.
Han var från omkring 1913 gift med Annie Ingeborg Larsson (1889–1980). De är begravda i Asplunds familjegrav på Norra begravningsplatsen i Stockholm.

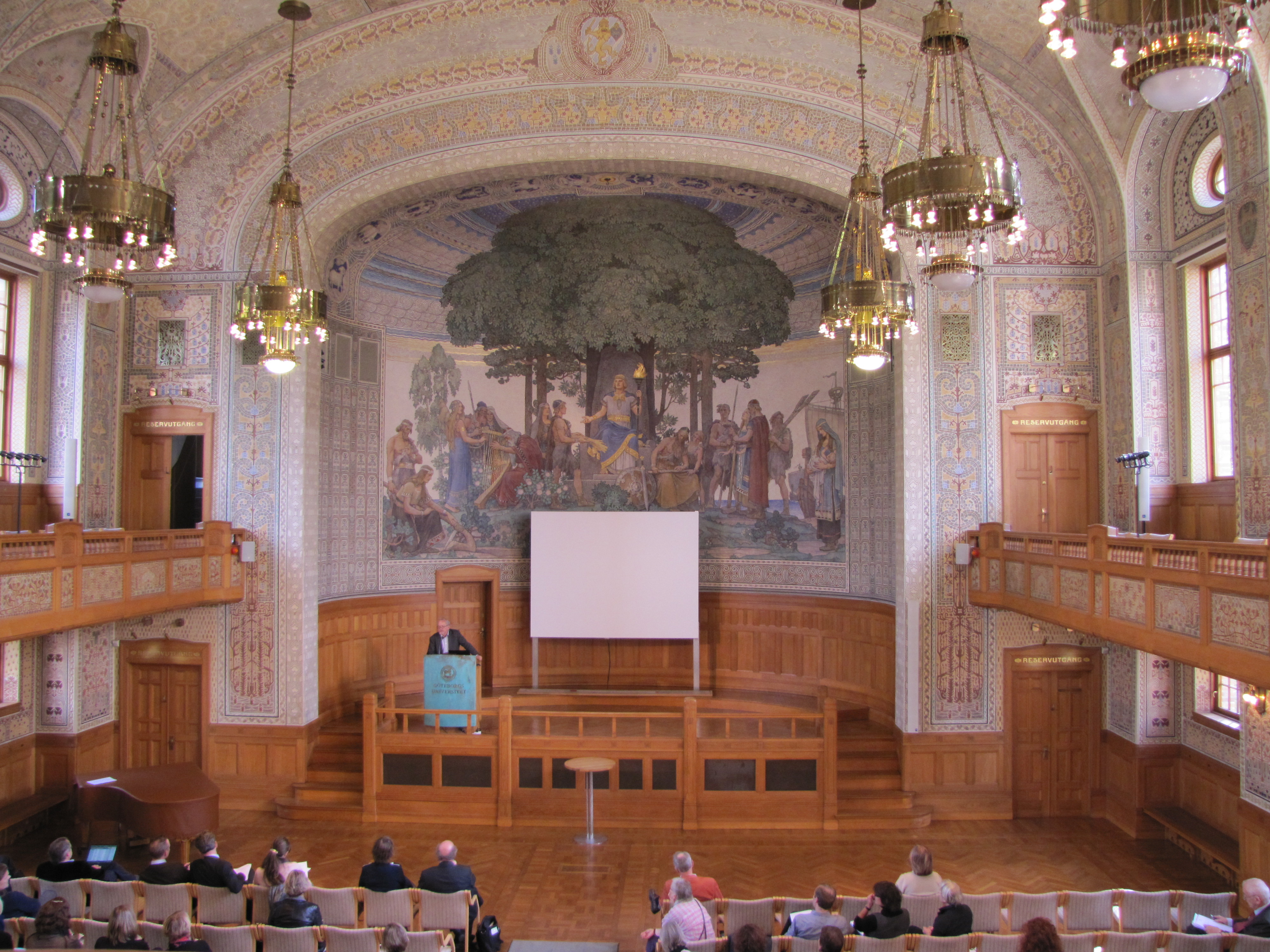
Göteborgs universitets aula (huvudbyggnaden). Föreläsningsrummet domineras av Nils Asplunds nationalromantiska väggmålning från 1907.
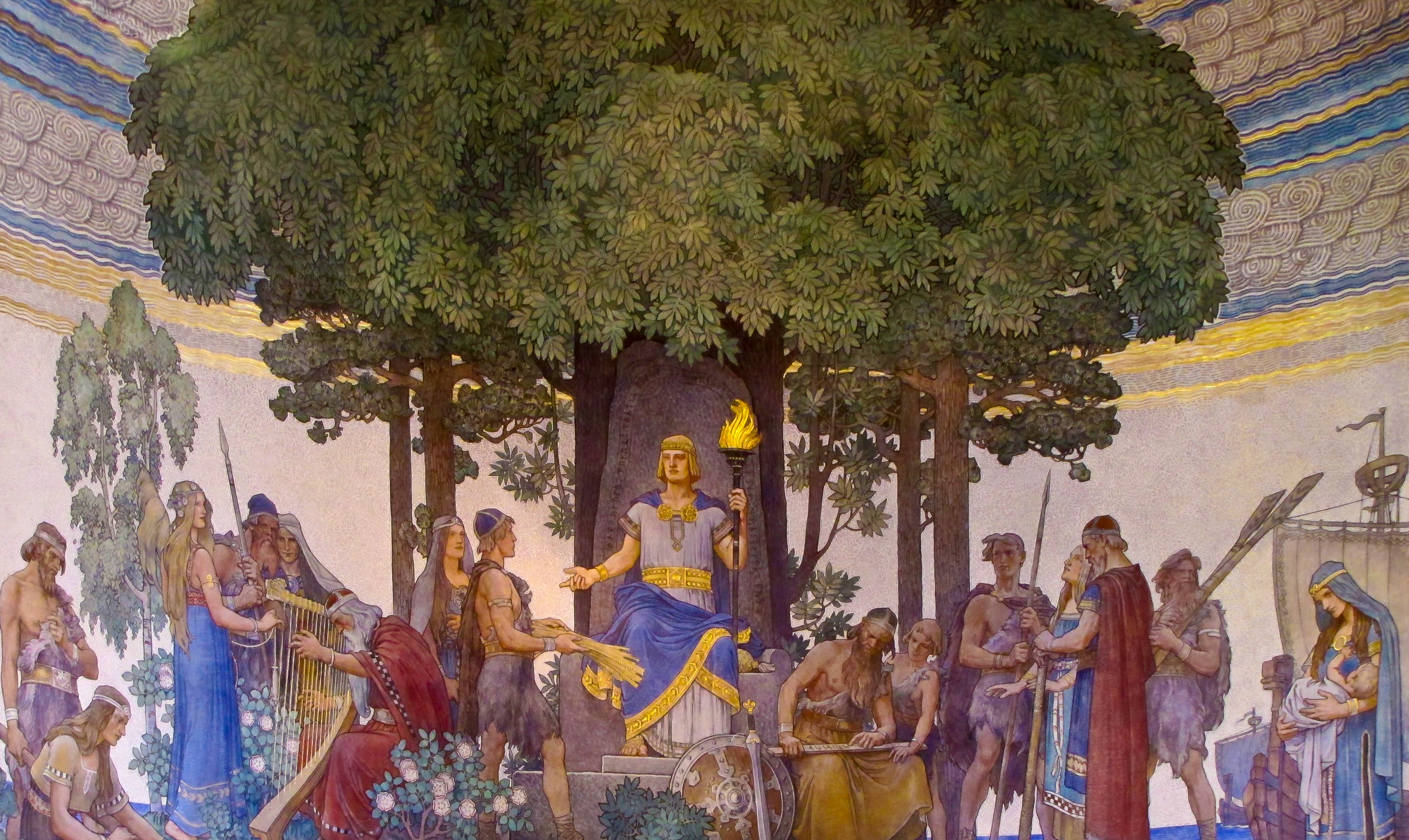
Samma målning i närbild.
Del av innertaket i Hallwylska palatsets tavelgalleri handkolorerat av Nils Asplund.
Tavelgalleriets tak handkolorerat av Nils Asplund, Hallwylska museet.
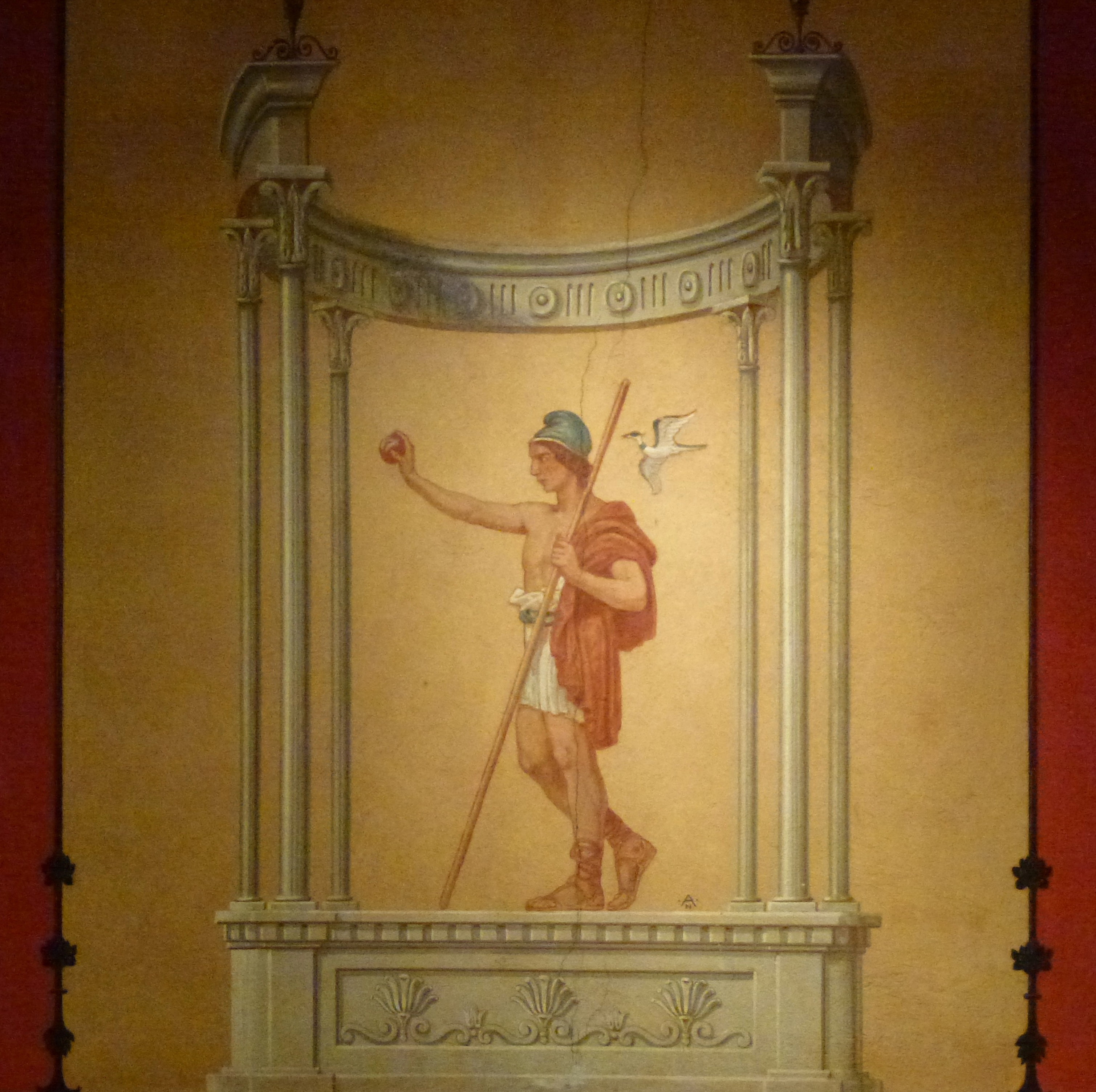
Metropolpalatsets väggmålningar i pompejanskt stil från 1927.